# مستوصف
المستوصَف أو المركز الصحي أصغر حجما من المشفى، لا يحتوي غرف عمليات ولا غرف تنويم، فمهمته توفير العلاج الضروري والإسعافات الأولية لساكنة الدوار أو القرية.
هناك فرق كبير بين المستشفى والمستوصف ومن بين تلك المختلفات:
- قلة الأطباء، لان المستوصف الصغير لا يحتاج أطباء كثر.
- الحجم، فالمستشفى أكبر من المستوصف.
- النظافة، فمعايير نظافة المستوصف أقل صرامة من المشفى.